# Хипофизарен нанизъм
Хипофизарен нанизъм е изоставане в растежа, дължащо се на намалена продукция на хипофизния соматотропен хормон (СТХ).

## Етиологияипатогенеза
Заболяването се дължи на намалена секреция на СТХ поради генетични дефекти, увреждане на хипоталамо-хипофизарната система през ембрионалното развитие или след раждането поради възпалителни процеси, травми или наличие на неактивни хипофизни тумори.
За хипофизарния нанизъм е характерно пропорционално изоставане в растежа. Децата имат кукленско лице, къса шия и натрупване на мастна тъкан около мамилите и пъпа. Поради малкия ларинкс гласът е висок и писклив. Гениталиите са инфантилни и често се среща микропенис. Скоростта на растежа е забавена до под 3 см. годишно и костната възраст отговаря с 3 до 6 години по-малка от календарната. Вследствие на това е и късно настъпващият пубертет. Интелигентността на тези децата е нормална, но те са стеснителни и затворени в себе си.
Честотата на заболяването е 1:20 000 новородени и се среща два пъти по-често при момчетата.

## Лечение
Лечението се провежда с рекомбинантен човешки растежен хормон. Преди пубертета най-добри резултати се постигат с ежедневно подкожно инжектиране с писалка вечер в дози от 0,07 – 0,1 Е/кг телесна маса. След настъпване на пубертета дозата се удвоява. По време на първата година от началото на лечението детето израства рязко с около 10 – 12 см. От втората година темпа на растеж е с 4 – 6 см. на година. Спирането на лечението трябва да се извършва постепенно и то само след достигане на крайния ръст и добро полово развитие.

## Прогноза
Прогнозата на хипофизарния нанизъм е добра само при ранно диагностициране и правилно проведено лечение. Поради липсата на пубертет и ниският ръст могат да възникнат тежки психосоциални проблеми.